# Humbert de Lexhy
Humbert de Dammartin, dit Humbert de Lexhy, (mort en 1220) était seigneur d'Awans (aujourd'hui en Belgique).

## Biographie
Humbert de Lexhy était le second fils de Breton le vieux.
Il a épousé Juwette Rulant, comtesse de Hozémont, dite de la Courte Coxhe. 
À sa mort en 1220, son fils Humbert Corbeau lui succède.

## Source
- Jacques de Hemricourt, Le Miroir des Nobles de Hesbaye